# Akron (Iowa)
Akron – miasto w Stanach Zjednoczonych, w stanie Iowa, w hrabstwie Plymouth, położone nad rzeką Big Sioux.

## Demografia
W 2000 liczyło 1489 mieszkańców. W 2023 liczba mieszkańców wzrosła do 1542 osób, a gęstość zaludnienia powyżej 497 osób/km².